# Przyciemniony pokój
Przyciemniony pokój (ang. Darkened Room)	– amerykański film krótkometrażowy  z 2002 r. w reżyserii Davida Lyncha.

## Obsada
- Jordan Ladd jako Dziewczyna I
- Cerina Vincent jako Dziewczyna II
- Etsuko Shikata jako ona sama